# Stojan Nikolov
Stojan Nikolov Ivanov (in bulgaro Стоян Николов Иванов?; Zlatitsa, 2 aprile 1949) è un ex lottatore bulgaro, specializzato nella lotta greco-romana.

## Palmarès

### Olimpiadi
- 1 medaglia:
  - 1 argento (Montréal 1976 nei pesi medio-massimi)